# Cees van Zijtveld
Cornelis (Cees) van Zijtveld (Amsterdam, 10 mei 1943 – Naarden, 16 augustus 2024) was een Nederlandse diskjockey.

## Loopbaan
Hij ontwikkelde rond zijn zeventiende een interesse voor muziek en ging werken bij de ziekenhuisomroep ROVOS, waar hij toekomstig collega Gerard de Vries leerde kennen.  Bij Radio Veronica maakte hij in 1961 zijn opwachting als "Flip van de flipside", verwijzend naar zijn gewoonte B-kanten van singles te draaien. Hij maakte meerdere programma's bij Veronica, zoals Afspraak met Cees.
Op 1 maart 1966 stapte hij over naar de AVRO (programma Tussen 10+ en 20-).  Het was een terugkeer, eerder was hij lid van hun jeugdomroep Minjon.
Hij nam veertig jaar later, op 14 juni 2006, afscheid nam van de radio. In die periode (1966-1982) was hij dj op Hilversum 3 en later op Hilversum 1. Vanaf 2 december 1985 was Van Zijtveld voor de AVRO te horen op Radio 2 en Radio 5.
Ook was hij vanaf de start in september 1970 tot en met juni 1985 de voice-over bij het popprogramma AVRO's Toppop en in 2003 zat hij een tijdje op Radio 192. Cees van Zijtveld was later nog sporadisch te horen als presentator van Toppers van Toen voor  AVROTROS op NPO Radio 5 als vervanger van Jan Steeman.
Van Zijtveld overleed op 81-jarige leeftijd. Hij liet een echtgenote, zoon Martijn van Zijtveld en dochter Carlijn van Zijtveld achter.

## Trivia
- Zijn bekendste jingle is: "Cees van Zijtveld! Cees van WIEveld? Cees van Zijtveld! Oh, die..."
- Ook bekend van de dubbelstemmige jingle: "AVRO's Radio en TV-Tip".
- Hij sprak de stem in van Daan, het hulpje van David de Kabouter in de gelijknamige tekenfilmserie.
- Hij maakte samen met Jan van Veen de single Als ik James Bond was (Duo Jan & Cees, 1965)[5]
- Hij was enige tijd directeur van muziekproductiebedrijf Intermusic.